# Rembang (regentschap)
Rembang is een regentschap (kabupaten) in de Indonesische provincie Midden-Java op Java. Het regentschap telt 645.333 inwoners (volkstelling 2020). Hoofdstad is de gelijknamige stad Rembang.
Het regentschap wordt begrensd door de Javazee in het noorden,  het regentschap Tuban in de provincie Oost-Java in het oosten, het regentschap  Blora in het  zuiden, het regentschap Pati in het westen.

## Onderdistricten
Het regentschap bestaat uit veertien onderdistricten (de zogenaamde kecamatans). In deze onderdistricten liggen 294 plaatsen die een administratieve eenheid zijn, 7 met een stedelijke karakter (kelurahans) en 287 met een landelijke karakter (desa's)
| Naam               | Opper vlakte in km² | Inwoners Volks telling 2010 | Inwoners Volks telling 2020 | Administratief centrum | Aantal plaatsen Kelurahan /desa's | Post code    |
| ------------------ | ------------------- | --------------------------- | --------------------------- | ---------------------- | --------------------------------- | ------------ |
| Sumber             | 78,20               | 33.586                      | 36.800                      | Sumber                 | 18                                | 59253        |
| Bulu               | 101,10              | 25.649                      | 28.020                      | Bulu                   | 16                                | 59255        |
| Gunem              | 84,74               | 22.743                      | 24.260                      | Gunem                  | 16                                | 59263        |
| Sale               | 109,02              | 35.756                      | 38.920                      | Sale                   | 15                                | 59265        |
| Sarang             | 93,83               | 60.063                      | 62.890                      | Kalipang               | 23                                | 59274        |
| Sedan              | 86.35               | 51,143                      | 55.260                      | Sidorejo               | 21                                | 59264        |
| Pametan            | 80,60               | 43.959                      | 49.750                      | Pametan                | 23                                | 59261        |
| Sulang             | 84,81               | 36.764                      | 39.120                      | Sulang                 | 21                                | 59254        |
| Kaliori            | 61,17               | 38.615                      | 42.210                      | Tambakagung            | 23                                | 59252        |
| Rembang (district) | 61,55               | 83.942                      | 91.910                      | Leteh                  | 7/27 (34)                         | 59211 -59219 |
| Pancur             | 43,01               | 27.345                      | 30.810                      | Pancur                 | 23                                | 59262        |
| Kragan             | 67,18               | 58.232                      | 65.500                      | Balongmulyo            | 27                                | 59273        |
| Sluke              | 38,02               | 26.620                      | 29.510                      | Sluke                  | 14                                | 59272        |
| Lasem              | 46,12               | 46.942                      | 50.380                      | Soditan                | 20                                | 59271        |
| Totalen            | 1.035,70            | 591.359                     | 645.333                     | Rembang                | 294                               |              |

Stadsgemeenten: Magelang · Surakarta · Salatiga · Semarang · Pekalongan · Tegal

Regentschappen: Banjarnegara · Banyumas · Batang · Blora · Boyolali · Brebes · Cilacap · Demak · Grobogan · Japara · Karanganyar · Kebumen · Kendal · Klaten · Kudus · Magelang · Pati · Pekalongan · Pemalang · Purbalingga · Purworejo · Rembang · Semarang · Sragen · Sukoharjo · Tegal · Temanggung · Wonogiri · Wonosobo